# Adversario
El término adversario, del latín adversarius, se refiere a una persona, grupo o fuerza contraria o enemiga. En el marco de un juego, de una justa, el adversario es la parte contraria u opuesta. 

## Otros

### Ficción
- Adversario (cómic), personaje ficticio de Marvel Comics.

### Música
- Ad·ver·sary, proyecto de música industrial de Toronto (Canadá) dirigido por Jairus Khan.

### Criptografía y criptología
- En este caso un adversario (adversary en su denominación angloamericana) es un código malicioso cuya finalidad es la de impedir a los usuarios legítimos de un criptosistema el poder realizar su función (principalmente la confidencialidad, la integridad del sistema y la disponibilidad de los datos). En esos casos los esfuerzos de un adversario pueden estar orientados a : 
  - descubrir datos secretos,
  - a la corrupción de datos,
  - a la suplantación de identidad (spoofing en su denominación angloamericana) del editor de un mensaje o de su receptor
  - acciones orientadas a poner el sistema en modo de parada por un tiempo determinado.

### Sistema acusatorio
- “El sistema penal acusatorio es un sistema adversarial, donde las partes (la Fiscalía y la Defensa), se enfrentan en igualdad de oportunidades ante un juez imparcial, quien con base en las pruebas y argumentos, decide si condena o absuelve”.

### Litigio
- El litigio (del latín Litigio; en inglés, legal case) es un conflicto de intereses calificado y elevado a una autoridad jurisdiccional, por parte de un sujeto de derecho, con una intención o pretensión contra otro que manifiesta una resistencia o que se opone al planteamiento del primero

### Judaísmo
- Adversario es uno de los nombres que se le dan a Satán o Satanás.